# Hyviluoto
Hyviluoto (Hyvilot) med Aalskerinkari (Alskärsgrundet) är en ö i Finland. Den ligger i Bottenhavet och i kommunen Euraåminne (tidigare Luvia) i landskapet Satakunta, i den sydvästra delen av landet. Ön ligger omkring 18 kilometer sydväst om Björneborg och omkring 230 kilometer nordväst om Helsingfors.
Öns area är 1,88 kvadratkilometer och dess största längd är 3,9 kilometer i sydöst-nordvästlig riktning.

## Delöar och uddar
- Hyviluoto (Hyvilot) 61°23′36″N 21°28′30″Ö / 61.39328°N 21.47489°Ö
- Anteskeri 61°24′24″N 21°26′54″Ö / 61.40676°N 21.44834°Ö (udde)
- Huhdanpää 61°23′56″N 21°28′37″Ö / 61.39876°N 21.4769°Ö (udde)
- Pyörholminnokka 61°23′42″N 21°29′43″Ö / 61.39489°N 21.4954°Ö (udde)
- Aalskerinkari 61°23′08″N 21°30′00″Ö / 61.38559°N 21.49992°Ö
- Aalskerinnokka 61°23′05″N 21°29′50″Ö / 61.38483°N 21.49715°Ö (udde)
- Mustakari 61°24′22″N 21°27′16″Ö / 61.40604°N 21.45434°Ö (udde)
- Aalskeri 61°23′15″N 21°29′33″Ö / 61.38751°N 21.49261°Ö (udde)